# ウィリアム・ピーター・ブラッティ

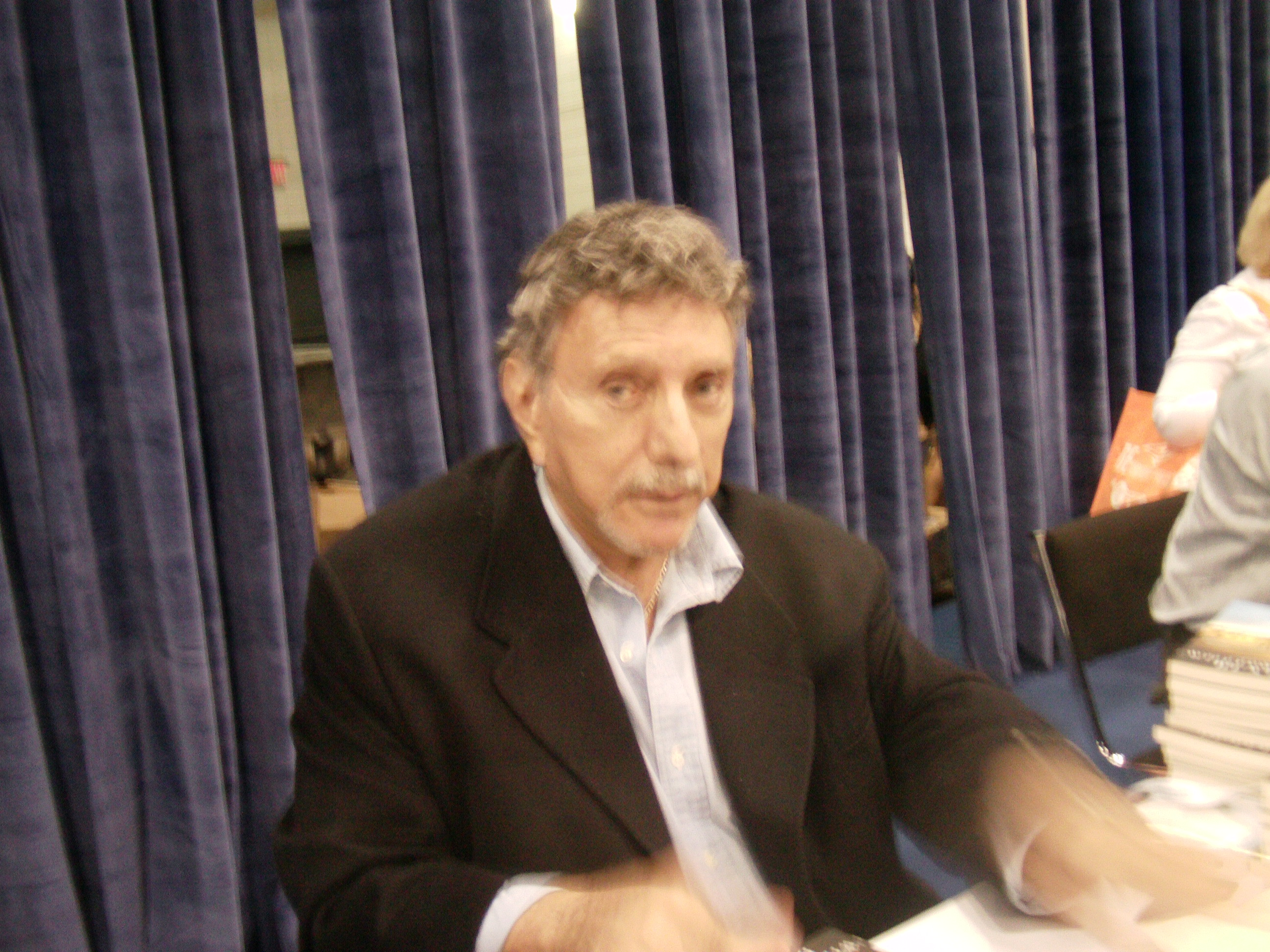
ウィリアム・ピーター・ブラッティ

ウィリアム・ピーター・ブラッティ（William Peter Blatty、1928年1月7日 - 2017年1月12日）は、アメリカ合衆国の作家、脚本家、映画監督。『エクソシスト』の成功によりホラー作家とされることが多いが、初期にはコメディ作品の脚本も手がけていた。

## 略歴
1928年、ニューヨークにてレバノン人の両親の間に生まれる。3歳の頃、父親が家を出る。熱心なカトリック信者であった母親のもとに育ち、奨学金を得てカトリック教会の修道会であるイエズス会が運営する私立学校で学ぶ。1946年にこの学校を卒業し、イエズス会の大学であるワシントンDCのジョージタウン大学に進学する。ジョージタウン大学在学中に、映画『エクソシスト』のもととなるメリーランド悪魔憑依事件の話を知る。ジョージタウン大学を卒業後、同じくワシントンDCにあるジョージ・ワシントン大学で英文学の修士号を得る。
1960年代に脚本家としてデビュー、『地上最大の脱出作戦』、『暗闇でドッキリ（ピンク・パンサーシリーズの第2作）』などのコメディ作品を手がける。
1971年にメリーランド悪魔憑依事件をもとにした小説『エクソシスト』を出版。ベストセラーとなる。同時期に映画化権が売れたため、脚本の製作にかかる。1973年映画『エクソシスト』公開。1980年に映画『トゥインクル・トゥインクル・キラー・カーン』で監督デビュー（脚本も）、ゴールデングローブ賞脚本賞を受賞した。1990年には『エクソシスト3』の製作・脚本・監督も務めた。
2017年1月12日に逝去。89歳没。

## 作品

### 小説
- Which Way to Mecca, Jack?  (1959)
- John Goldfarb, Please Come Home  (1963)
- I, Billy Shakespeare!  (1965)
- Twinkle, Twinkle, "Killer" Kane  (1966)
- 〈信仰の神秘〉三部作：
  - エクソシスト (The Exorcist  1971)、宇野利泰訳、新潮社、1973年。創元推理文庫、1999年 - 映画『エクソシスト』原作
  - センター18 (The Ninth Configuration  1978)、大瀧啓裕訳、東京創元社、2015年 - Twinkle, Twinkle, "Killer" Kaneを全面改稿・改題した作品。映画『トゥインクル・トゥインクル・キラー・カーン』原作
  - Legion  (1983) - 映画『エクソシスト3』原作
- Demons Five, Exorcists Nothing: A Fable  (1996)
- 別天地館 (Elsewhere  1999)、夏来健次訳『999―狂犬の夏』所収、創元推理文庫、2000年
- ディミター (Dimiter  2010)、白石朗訳、創元推理文庫、2012年
- Crazy  (2010)
- The Exorcist for the 21st Century  (2016)

### 映画
- 現金お断り (The Man From the Diner's Club  1963) 脚本
- 暗闇でドッキリ (A Shot in the Dark  1964) ブレイク・エドワーズとの共同脚本
- John Goldfarb, Please Come Home  (1965) 脚本
- のぞき (Promise Her Anything  1965) 脚本
- 地上最大の脱出作戦 (What Did You Do in the War, Daddy?  1966) 脚本
- 銃口 (Gunn  1967) ブレイク・エドワーズとの共同脚本
- 空かける強盗団 (The Great Bank Robbery  1969) 脚本
- 暁の出撃 (Darling Lili  1970) ブレイク・エドワーズとの共同脚本
- エクソシスト (The Exorcist  1973) 原作・製作・脚本
- サムライ・コップ～おとぼけクン～ (Mastermind  1976) 脚本（テレンス・クライン名義）
- トゥインクル・トゥインクル・キラー・カーン (The Ninth Configuration  1980) 原作・製作・監督・脚本
- エクソシスト3 (The Exorcist III  1990) 原作・監督・脚本